# Espaillat (Provinz)

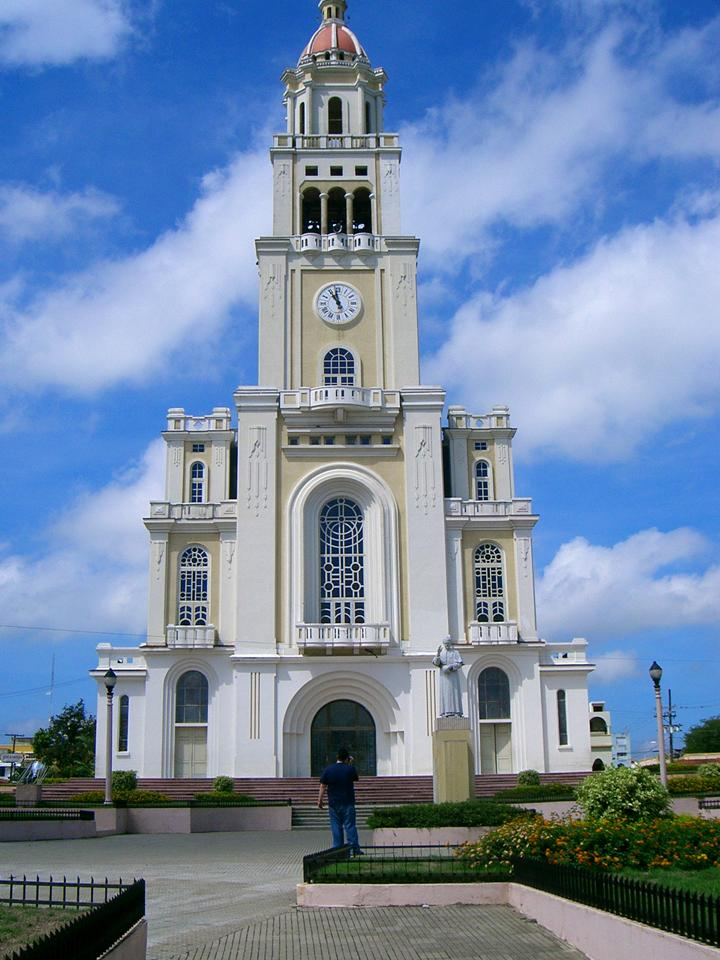
Iglesia Sagrado Corazon de Jesus, Moca

Espaillat ist eine Provinz im Norden der Dominikanischen Republik. Die Provinz ist nach dem ehemaligen dominikanischen Präsidenten Ulises Francisco Espaillat benannt. Espaillat grenzt im Norden an den Atlantischen Ozean.

## Verwaltungsgliederung
Die Provinz setzt sich aus vier Municipios zusammen:
- Moca
- Cayetano Germosén
- Gaspar Hernández
- Jamao al Norte